# Griefshire
Griefshire je třetí album od lichtenštejnské gothic metalové kapely Elis.

## Seznam skladeb
1. Tales From Heaven Or Hell - 4:17
2. Die Stadt - 4:19
3. Show Me The Way - 4:06
4. Brothers - 4:23
5. Seit Dem Anbeginn Der Zeit - 5:40
6. Remember The Promise - 3:24
7. Phoenix From The Ashes - 4:19
8. How Long (Exclusive Digi-Pack Version) - 4:03
9. Innocent Hearts - 5:11
10. Forgotten Love - 4:23
11. The Burning - 4:43
12. A New Decade - 3:48